# Sichevița (gmina)
Gmina Sichevița – gmina w okręgu Caraș-Severin w zachodniej Rumunii. Zamieszkuje ją 2281 osób. W skład gminy wchodzi 19 miejscowości Brestelnic, Camenița, Cârșie, Cracu Almăj, Crușovița, Curmătura, Frăsiniș, Gornea, Liborajdea, Lucacevăț, Martinovăț, Ogașu Podului, Sichevița, Streneac, Valea Orevița, Valea Ravensca, Valea Sicheviței, Zănou i Zăsloane. 